# بنة خوي (شوي بانة)
بنة خوي (بالفارسية: بنه خوی) هي قرية تقع في إيران في البلدة المركزية. يقدر عدد سكانها بـ 286 نسمة بحسب إحصاء 2016.